# Château de la Piscine
Le château de la Piscine est une folie montpelliéraine de la seconde moitié du XVIIIe siècle, située au no 129 de l'avenue de Lodève, à Montpellier, dans l’Hérault.

## Historique
À l'emplacement du château en 1435, s'élève l'ancien mas de la Peyssine, domaine de chasse appartenant à Charles de Boucicot, conseiller à la cour des comptes de Montpellier. Le mariage de sa fille, Anne, avec Georges de Belleval fait passer le domaine dans leur descendance. Dans la deuxième moitié du XVIIIe siècle, François Gaspard Richer de Belleval, confie à l'architecte Jean Antoine Giral, l'auteur de la perspective du Peyrou à Montpellier, le soin de construire le château que nous connaissons. L’édifice est terminé en 1771.
Jusqu'en 1817, la famille de Belleval est propriétaire du château de la Peyssine. En 1814, Élisa Bacciochi, grande-duchesse de Toscane et sœur de Napoléon Ier, fuyant ses états italiens envahis, le loue durant trois semaines.
Le château change plusieurs fois de propriétaires avant d'être acquis en 1893 par le collectionneur Alfred Chaber (1817-1894). C'est à cette époque que le nom de l'édifice est transformé en « château de la Piscine ». Le fils d'Alfred Chaber, André (1852-1904), apporte tous ses soins à restituer les jardins à la française dans la première moitié du XXe siècle. C'est sa petite-fille qui veille aujourd'hui sur le château et ses jardins.
En avril 1965, le domaine reçoit la visite de Sa Majesté la reine Elizabeth, la reine mère lors d'un voyage privé en France.
Cette propriété ne se visite que lors des Journées du patrimoine.

## Culture
Les extérieurs du château, façades, y compris la porte principale d'entrée avec ses ferrures, les toitures, les intérieurs comprenant l'ensemble du rez-de-chaussée (sauf les pièces de service du personnel), notamment le grand salon et sa décoration intérieure, le cabinet vert avec sa cheminée en marbre et son trumeau, le vestibule, la rampe d'escalier en fer forgé, l'ensemble du parc et des ouvrages d'art, en particulier la façade de l'ancienne chapelle, le petit pavillon à deux ailes, les bassins, les statues, les vases et la grande grille de la cour d'honneur fait l'objet d'un classement au titre des monuments historiques depuis le 11 décembre 1942.

### Note
1. ↑  Les troupes austro-anglaises envahissent la principauté de Lucques, la contraignant à l'exil dans la nuit du 13 mars 1814.